# Paranerita postrosea
Paranerita postrosea är en fjärilsart som beskrevs av Rothschild 1917. Paranerita postrosea ingår i släktet Paranerita och familjen björnspinnare. Inga underarter finns listade i Catalogue of Life.